# Theo Mulder
Theodoor Josephus (Theo) Mulder (Haarlem, 30 mei 1928 – Laren, 8 maart 2017) was een Nederlands beeldhouwer. Mulders stijl laat zich omschrijven als: lyrisch, figuratief.

## Leven en werk
Theo Mulder is geboren en getogen in Haarlem, de stad waar ook beeldhouwer Mari Andriessen woonde. Mulder was leerling van Andriessen, met wie hij later bevriend raakte. Mulder was samen met hem betrokken bij de oprichting van Ateliers 63, een progressieve kunstopleiding in Haarlem en bij de tachtigste verjaardag van Andriessen schreef Mulder de inleiding van het gedenkboek.
De onderwerpen van Theo Mulder komen vaak uit zijn directe omgeving: dijkwerkers, boeren, vechtende hanen en rotganzen, zaken die verbonden zijn met het leven op het platteland. In 1960 kreeg Mulder de opdracht voor het herdenkingsmonument: 'De goede Herder' Den Burg op het eiland Texel.
Twaalf werken van Mulder staan in Haarlem, onder andere bij de Amsterdamse Poort. Ander werk van hem staan op het voormalige eiland Wieringen en in de gemeente Anna Paulowna. In Bergen is het werk van Mulder "indirect" te zien: het beeld dat Mari Andriessen van Adriaan Roland Holst maakte, werd door Mulder tot het huidige formaat vergroot. In Haarlem staat in de tuin van het Provinciehuis aan de Dreef het Dakoto monument, ter herdenking van de Dakotaramp.
Theo Mulder overleed in 2017 op 88-jarige leeftijd in het Rosa Spier Huis in Laren.

## Foto's

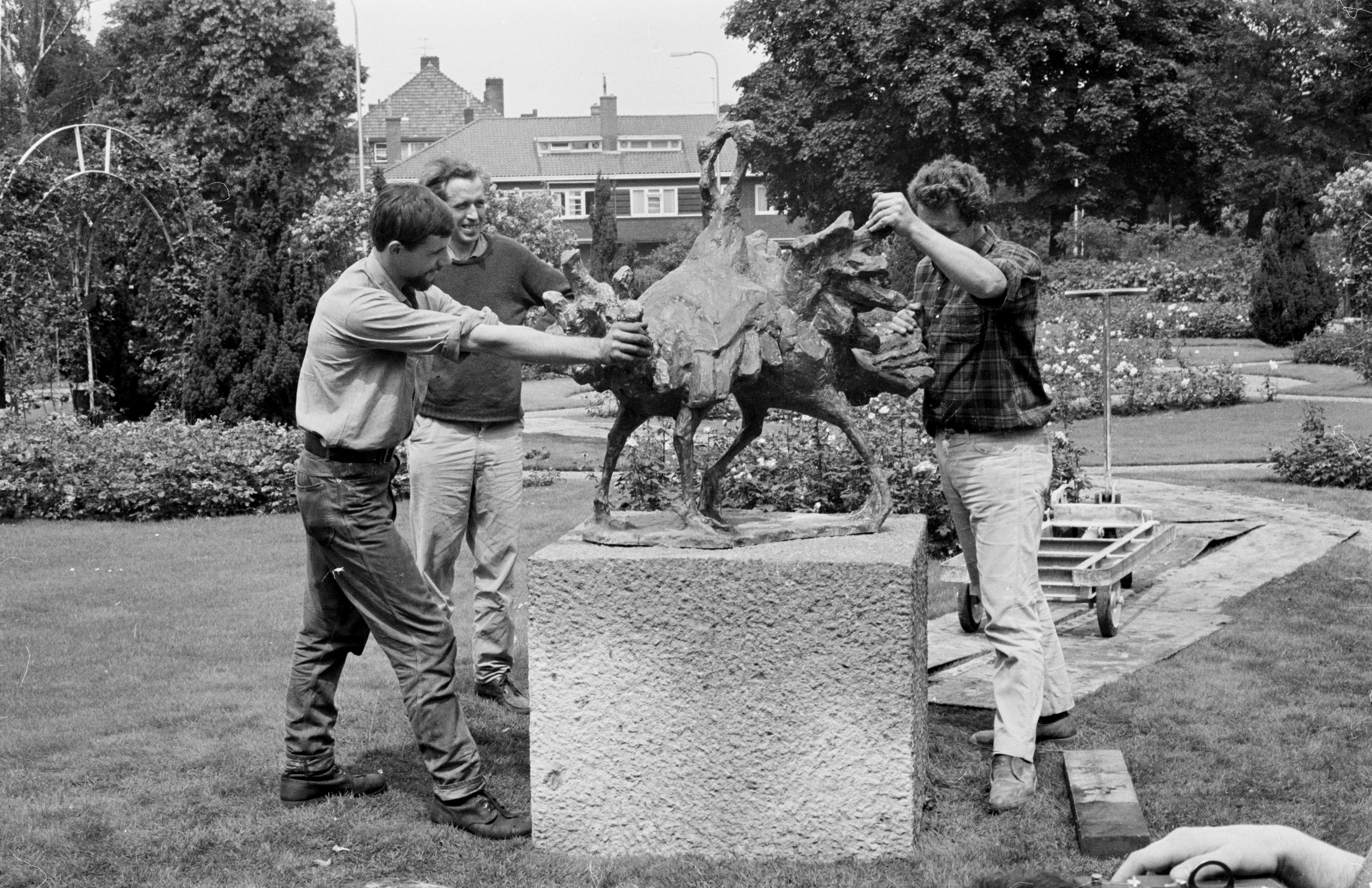
Plaatsing Vechtende Kalkoenen (1965) met Mulder 2e van links
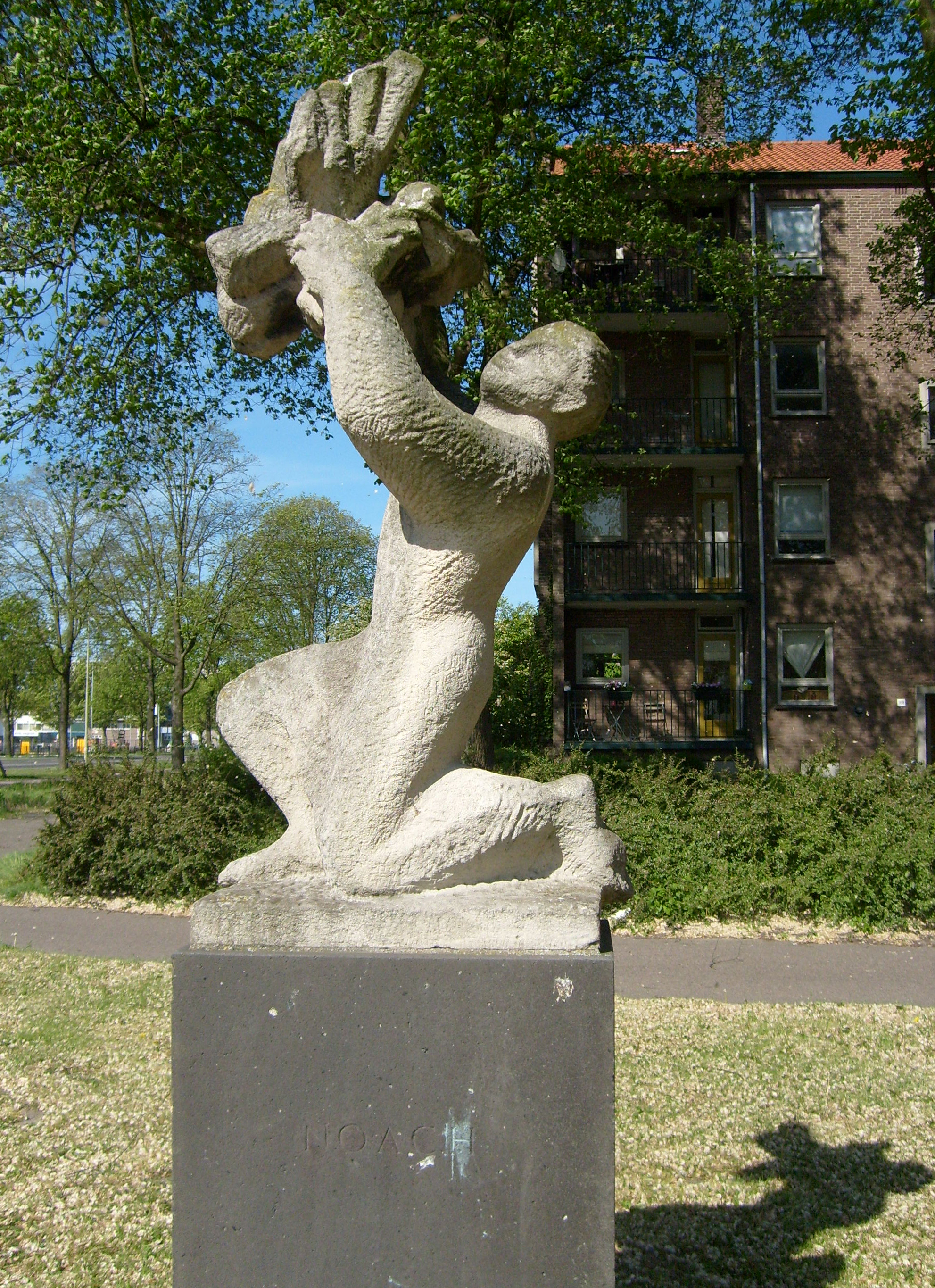
Noach met de duif (1961), Haarlem
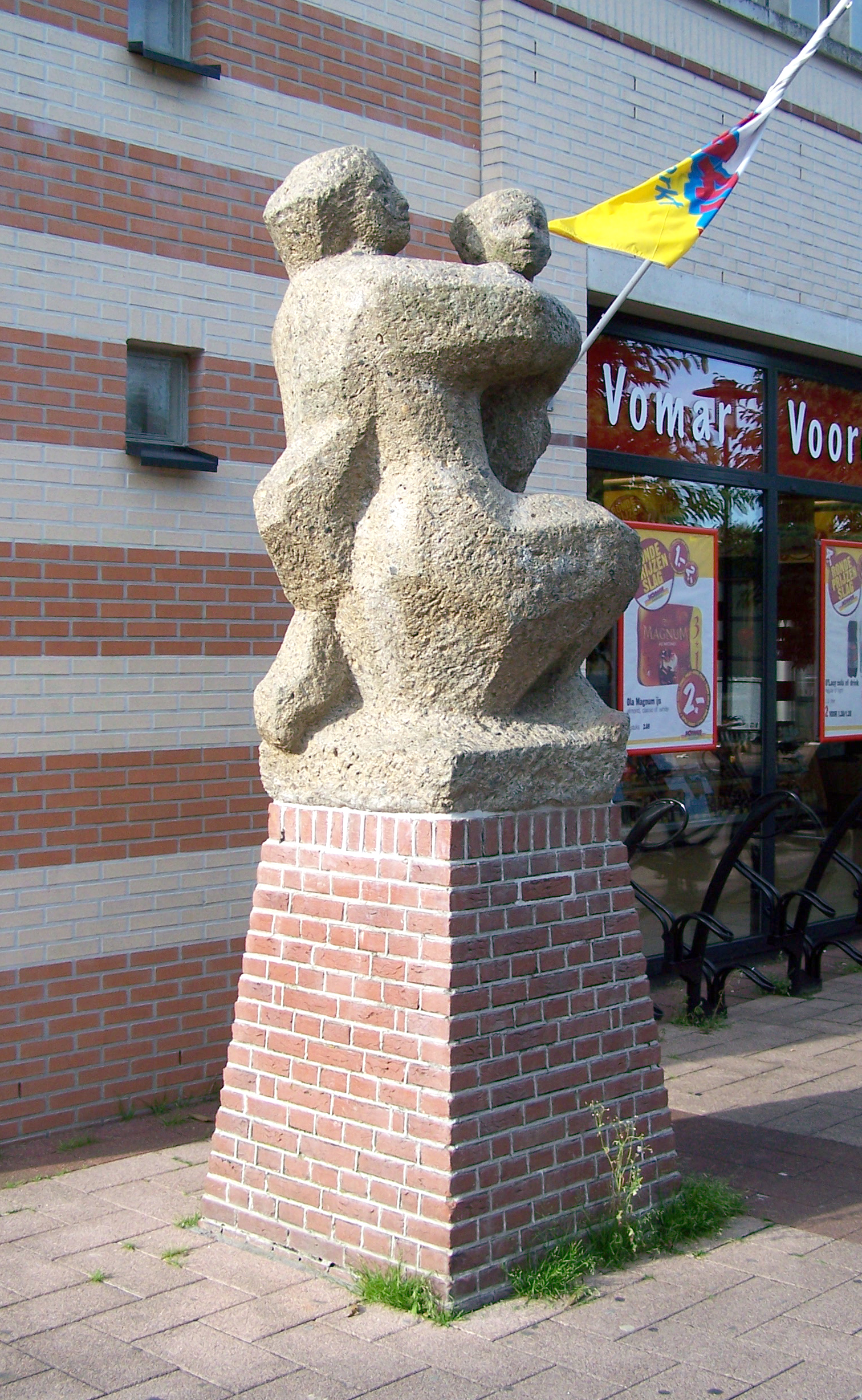
Moeder en kind, Heerhugowaard
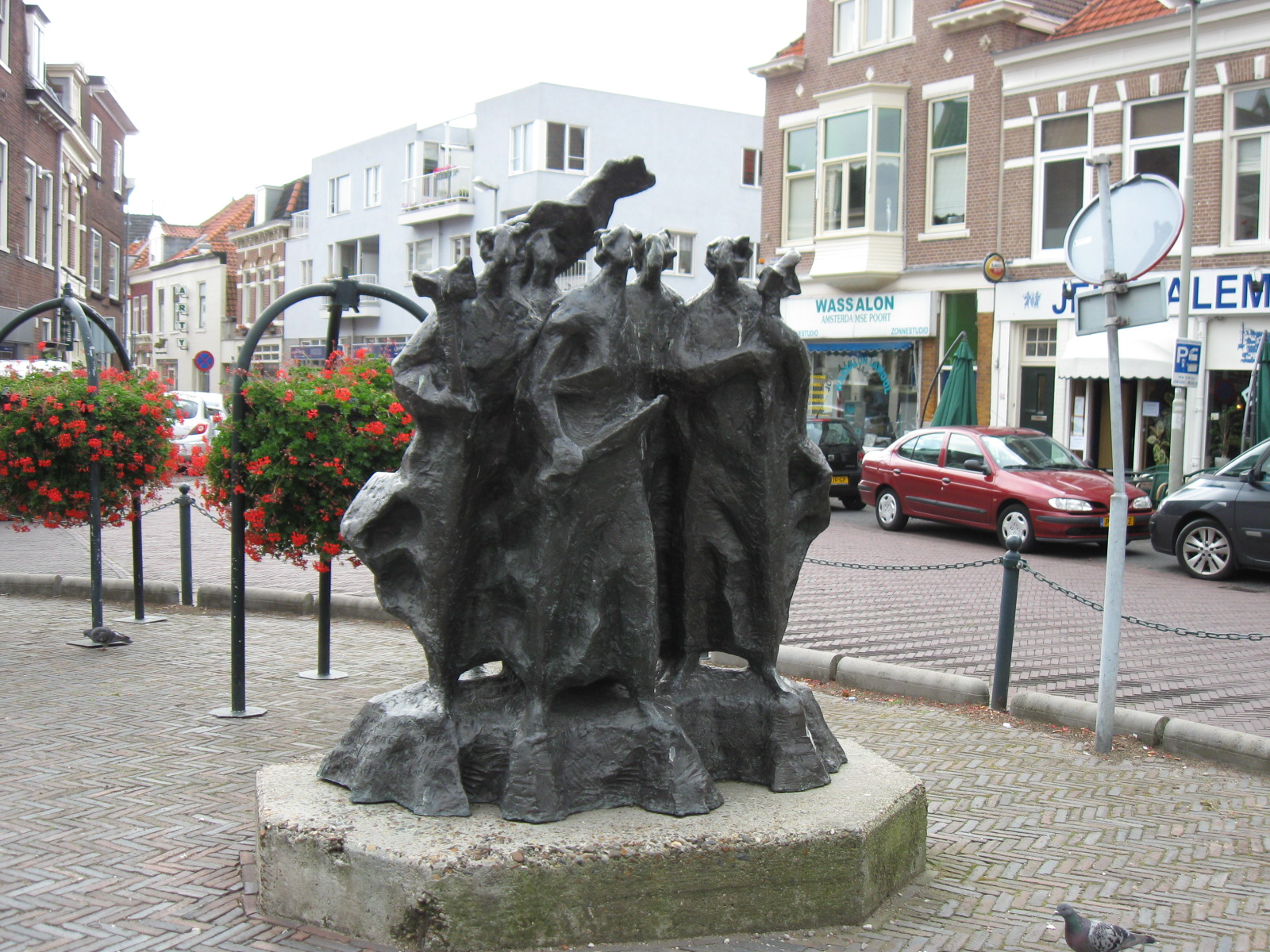
Kenau Simonsdochter Hasselaer en vrouwen (1973) bij de Amsterdamse Poort te Haarlem